# Allison Jolly
Allison Blair Jolly (São Petersburgo, 4 de agosto de 1956) é uma velejadora estadunidense.

## Carreira
Allison Jolly representou seu país nos Jogos Olímpicos de 1988, no qual conquistou a medalha de ouro na classe 470.